# Nieuwe watertoren (Den Helder)
De nieuwe watertoren in de Noord-Hollandse plaats Den Helder is ontworpen door architect Jan Schotel en werd op 27 december 1907 in gebruik genomen. Het verving de oude watertoren uit 1856 en staat in het centrum van de stad, naast rotonde De Vijfsprong. Toen het werd gebouwd stond het op de grens tussen bebouwing en weilanden. De watertoren heeft een hoogte van 40,15 meter en had oorspronkelijk een waterreservoir van 400 m³.
In 1958 werd een plan bedacht om de toren te renoveren. Er werd een plan gemaakt door Architect J.H.J. Kording om de toren een nieuw waterreservoir en een betonnen laag aan de buitenkant te geven. Van 1959 tot 1961 werd de toren verbouwd. Het waterreservoir werd vergroot naar 500 m³.
Eind jaren 80 werd de watertoren buiten gebruik genomen, en verkocht aan de gemeente Den Helder. Op de begane grond van de watertoren bevond zich enkele jaren een café en daarboven de studio van LOS Den Helder. In 1991 werd er een tweede ingang op de begane grond van de toren gerealiseerd. Na sluiting van het café was de binnenkant van de watertoren als klimmuur in gebruik. Rond 2005 was er een wenteltrap aan de noordoostzijde bevestigd.
In 2005 is de toren weer gerenoveerd. Hierbij is de betonnen laag verwijderd waardoor de bakstenen weer zichtbaar werden. De toren ziet er sindsdien bijna hetzelfde uit als oorspronkelijk. De aannemer van de renovatie ging, naar eigen zeggen door een geschil met de gemeente, uiteindelijk failliet. Wegens een geschil tussen de eigenaar en de gemeente liet de volledige voltooiing op zich wachten. De renovatie werd in 2017 hervat maar kwam niet veel later vanwege lekkages weer stil te liggen. In 2025 maakten burgemeester en wethouders bekend dat er een complexe lekkage was ontstaan door het verwijderen van de betonlaag. Hierdoor zijn de stenen poreus en is de watertoren niet waterdicht.